# Embalse de Puerto León
El embalse de Puerto León se encuentra situado en el término municipal de Almonaster la Real, en la provincia de Huelva (España), estando ubicado a poca distancia del núcleo de población de La Zarza-Perrunal. Fue construido a finales del siglo XIX para atender las necesidades de aprovisionamiento que surgieron en la zona debido a las actividades mineras. En la actualidad el embalse es empleado para el abastecimiento de agua con fines agrícolas. Desde 2014 está inscrito en el Catálogo General del Patrimonio Histórico Andaluz y cuenta con la catalogación de Bien de Interés Cultural.

## Historia
La presa fue construida en 1887 por la Tharsis Sulphur and Copper Company Limited con el fin de almacenar el agua procedente del río Naranjo mediante embalse por gravedad. Las obras fueron dirigidas por el ingeniero Pablo Castilla. Con ello, se buscaba garantizar el abastecimiento de agua dulce para las labores industriales en la cercana mina de La Zarza y el aprovisionamiento de agua a sus trabajadores, los cuales vivían en el poblado obrero de La Zarza. El recinto ocupa una superficie de 19 hectáreas y tiene una capacidad de almacenamiento 1 hectómetro cúbico.
En la actualidad el embalse sigue utilizándose para el abastecimiento a los habitantes de la zona y durante los meses de verano es empleado con fines recreativos.